# A Broken Frame
A Broken Frame – drugi album grupy Depeche Mode, wydany 27 września 1982.
Była to pierwsza płyta wydana po odejściu Vince’a Clarke’a i pierwsza z Alanem Wilderem, mimo iż nie brał on udziału w pracach nad albumem. Na albumie znalazły się kompozycje stworzone przez Martina Lee Gore’a. Album uznawany jest za standard muzyki new romantic.
Popularnym utworem z płyty stał się singel „See You”. Umieszczony został na kompilacji grupy The Best of Depeche Mode, Volume 1 z 2006 (zob. 2006 w muzyce).
2 października 2006 albumy „A Broken Frame”, „Some Great Reward” i „Songs of Faith and Devotion” zostały zremasterowane i wydane na dyskach hybrydowych SACD, CD i DVD.

## Lista utworów
| Nr  | Tytuł utworu                              | Długość |
| --- | ----------------------------------------- | ------- |
| 1.  | „Leave in Silence”                        | 4:48    |
| 2.  | „My Secret Garden”                        | 4:46    |
| 3.  | „Monument”                                | 3:14    |
| 4.  | „Nothing To Fear”                         | 4:16    |
| 5.  | „See You”                                 | 4:33    |
| 6.  | „Satellite”                               | 4:43    |
| 7.  | „The Meaning of Love”                     | 3:06    |
| 8.  | „Further Excerpts From: My Secret Garden” | 4:20    |
| 9.  | „A Photograph Of You”                     | 3:05    |
| 10. | „Shouldn't Have Done That”                | 3:13    |
| 11. | „The Sun & The Rainfall”                  | 5:05    |
|     |                                           | 45:09   |

## Reedycja albumu
W roku 2006 wydano reedycję albumu z dwoma płytami: dysk 1 - CD oraz dysk 2 - DVD.
Dysk 2 zawiera DVD z zarejestrowanym koncertem z 25.10.1982 roku w Londynie w jakości DTS 5.1, Dolby Digital 5.1 oraz PCM stereo oraz bonusowy materiał:
| Nr | Tytuł utworu                                              | Długość |
| -- | --------------------------------------------------------- | ------- |
| 1. | „My Secret Garden” (Live In Hammersmith, October 1982)    | 7:28    |
| 2. | „See You” (Live In Hammersmith, October 1982)             | 4:11    |
| 3. | „Satellite” (Live In Hammersmith, October 1982)           | 4:28    |
| 4. | „Nothing To Fear” (Live In Hammersmith, October 1982)     | 4:28    |
| 5. | „The Meaning of Love” (Live In Hammersmith, October 1982) | 3:14    |
| 6. | „A Photograph Of You” (Live In Hammersmith, October 1982) | 3:21    |
|    |                                                           | 27:10   |

Bonusowe utwory, strony b singli (PCM Stereo) 	
| Nr | Tytuł utworu                     | Długość |
| -- | -------------------------------- | ------- |
| 1. | „Now, This Is Fun”               | 3:27    |
| 2. | „Oberkorn” (It's a Small Town)   | 4:07    |
| 3. | „Excerpt From: My Secret Garden” | 3:14    |
|    |                                  | 10:48   |

Dodatkowy materiał filmowy: 
| Nr | Tytuł utworu                                                      | Długość |
| -- | ----------------------------------------------------------------- | ------- |
| 1. | „Depeche Mode 1982” (The Beginning of Their So-Called Dark Phase) | 27:00   |

Kompozytorem wszystkich utworów jest Martin Gore.
Inne wydanie albumu „A Broken Frame” zawiera utwór „Excerpts From: My Secret Garden”, pochodzący z singla „Leave in Silence” i będący jego stroną b.

## Twórcy
- Andrew Fletcher
- David Gahan
- Martin Gore
- Daniel Miller

- Produkcja: Daniel Miller i Depeche Mode
- Nagrywano w Blackwing Studios, Londyn, Wielka Brytania
- Inżynierowie: John Fryer Eric Radcliffe
- Autor okładki: Brian Griffin
- Wydawca: Mute Records
- Dystrybucja: Warner Music
- Etykieta: Sire Records